# Idaea benestrigata
Idaea benestrigata là một loài bướm đêm trong họ Geometridae.